# Грини, Ларс
Ларс Грини (норв. Lars Grini; род. 29 июня 1944, Гран, Оппланн) — норвежский прыгун с трамплина, бронзовый призёр зимних Олимпийских игр 1968 года, бронзовый призёр чемпионатов мира 1968 и 1970 годов. Трёхкратный чемпион Норвегии (1970, 1973, 1974 гг.). Член сборной Норвегии по лыжным видам спорта.

## Спортивная карьера
Грини дебютировал на международной арене в сезоне 1965/66 годах в туре четырёх трамплинов, по итогам которого стал 71-м в общем зачёте. В 1967 году он завоевал серебряную медаль на чемпионате Норвегии. В 1967/68 годах в ходе тура четырёх трамплинов занял второе место в прыжках с трамплина в Оберстдорфе. В Гармиш-Партенкирхене и Инсбруке Ларс снова смог добиться успеха, заняв шестое и седьмое места соответственно.
На Олимпийских играх 1968 года в Гренобле, которые одновременно считались и чемпионатом мира по лыжным видам спорта, Грини завоевал бронзовую медаль на Большом трамплине. В прыжках на обычном трамплине он финишировал на 13-м месте. Вскоре после Игр ему снова удалось завоевать серебряную медаль чемпионата Норвегии в прыжках с нормального трамплина. 
По итогам тура с четырьмя трамплинами 1968/69 годов Грини занял девятое место в турнирной таблице.
На чемпионате мира по лыжным видам спорта в 1970 году в Высоких Татрах Ларс снова, как и двумя годами ранее, завоевал бронзовую медаль на нормальном трамплине. Через несколько недель после чемпионата мира норвежец выиграл свой первый титул национального чемпиона на чемпионате Норвегии 1970 года в Тронхейме.
В своем последнем туре с четырьмя трамплинами в 1971/72 годах Ларс смог подняться только на 35-е место в общем зачете.
В 1973 году Грини выиграл свой второй национальный титул, а год спустя в третий раз в карьере стал чемпионом Норвегии. Это был его последний национальный успех.